# Friedrich Spee von Langenfeld
Pour les articles homonymes, voir Langenfeld.
Friedrich Spee von Langenfeld, né le 25 février 1591 à Kaiserswerth (Allemagne), et mort le 7 août 1635 à Trèves, Rhin-Palatinat (Allemagne), est un prêtre jésuite allemand, poète et compositeur religieux. Il est surtout connu pour avoir stigmatisé les procès iniques livrés contre de prétendues sorcières.

## Biographie
Spee fait ses humanités au collège des trois couronnes de Cologne, mais son père, craignant l’influence jésuite (son fils parlant de se porter volontaire pour les missions étrangères) l’en retire avant la fin du cycle des humanités.
Spee n’entre pas moins dans la Compagnie de Jésus en 1610 et suit le cours habituel de la formation jésuite : philosophie à Wurtzbourg (1612-1615), enseignement à Spire et Worms (1615-1618), et théologie au collège des Jésuites à Mayence (1618-1623). Il est ordonné prêtre le 26 mars 1622 à Mayence.

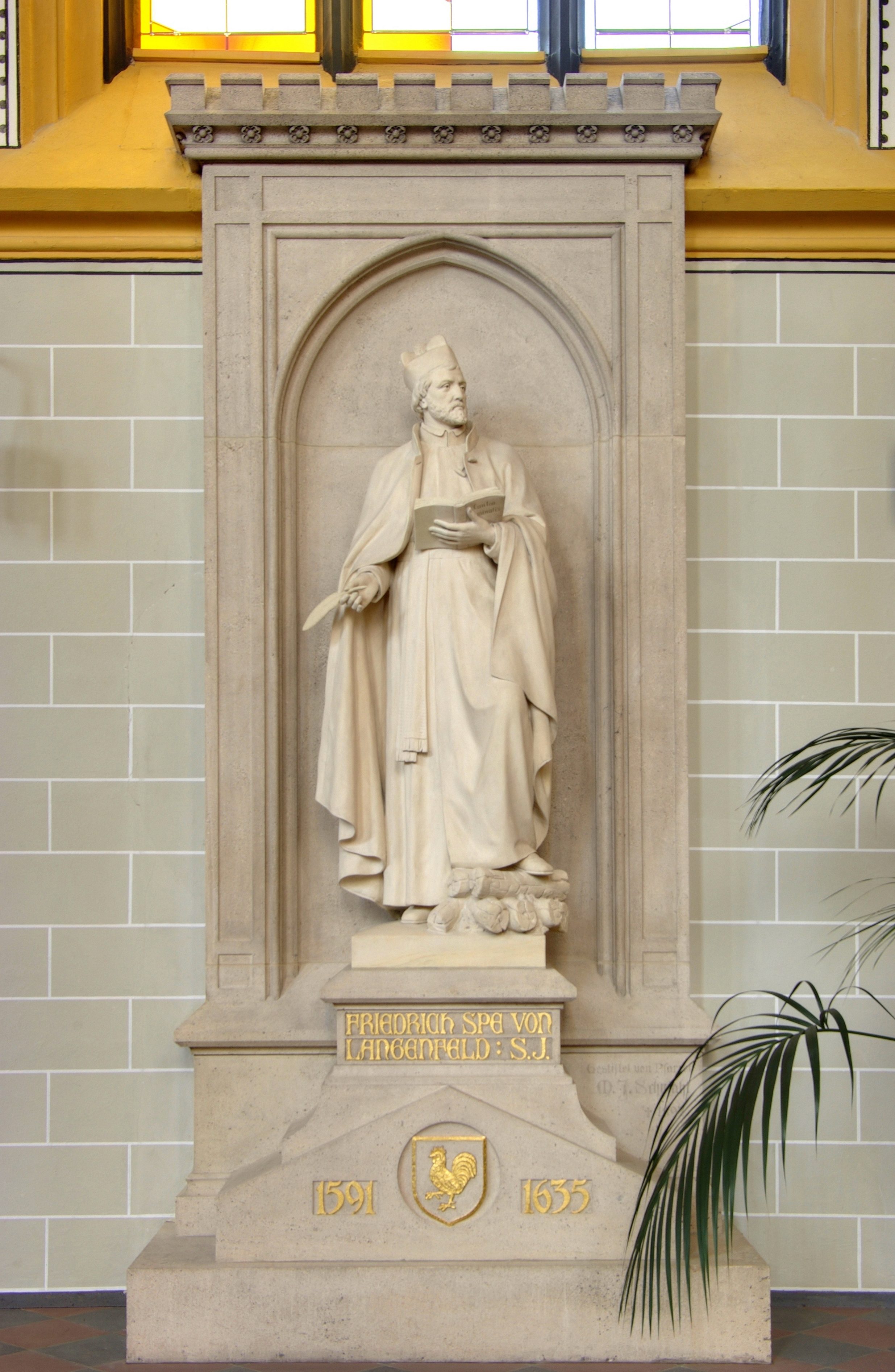
Friedrich Spee von Langenfeld dans l'ancienne église des Jésuites de Trèves (Allemagne), par Wilhelm Albermann.

## Compositeur religieux
Dès avant 1620 Spee est attiré par la poésie ; il compose des hymnes religieux. Il est influencé par Gaspar Ulenberg, un luthérien revenu au catholicisme, curé à Kaiserswerth et traducteur de la Bible. Les chants religieux de Spee sont d’abord destinés à la catéchèse des enfants. Une collection de cantiques est publiée à Wurtzbourg en 1621 et une autre à Cologne en 1623. Ces hymnes sont populaires et traversent le temps. En 1957 on les trouve encore dans les recueils d’hymnes religieux utilisés en Allemagne et Suisse alémanique.
C'est notamment lui qui compose le cantique Laßt uns erfreuen (en) en 1623. Ce cantique est ensuite repris avec d'autres paroles par William Henry Draper (en) qui le renomme All Creatures of Our God and King.

## Enseignant et prédicateur
Spee commence sa carrière comme professeur de philosophie à Paderborn (1623-1626) Il y est également prédicateur reconnu à la cathédrale. Après son Troisième An à Spire (1626-1627) il est nommé à Cologne où il enseigne la littérature (1627-1628). Il visite beaucoup les paroisses des environs y défendant le catholicisme et introduisant les réformes de Trente. Ce qui lui vaut d’être agressé (29 avril 1629) et gravement blessé par un fanatique anti-catholique. Il séjourne en 1629 au prieuré de Falkenhagen.
Remis de ses blessures il enseigne la théologie morale à Paderborn (1629-1631), Cologne et Trèves (1631-1635).

## Poète
Entre 1629 et 1634 il écrit des poèmes lyriques: 51 d’entre eux nous sont parvenus. Il compose sur le mode de l'idylle des poèmes d'inspiration mystique qui foisonnent d'images, de symboles. Une partie en est publiée à Cologne en 1638 (le Geistlicher psalter) mais l’édition définitive, le Trutznachtigall, (Le Rossignol combatif) ne sortira de presse qu’en 1649. Riche d’émotions et révélant une image profonde de l’homme le ‘Rossignol combatif’ eut une influence certaine sur des auteurs tels que Angelus Silesius, Guillaume Nakatenus et le romantisme allemand en général.
Certains sont mis en musique. De Schubert nous avons : Vom Mitleiden Mariä (lieder D632) . De Brahms, une composition à 4 voix mixtes : In stiller Nacht.

## Opposition à la sorcellerie
Ses visites pastorales le mettent en contact avec des victimes de la sorcellerie, ce qui l’amène à mettre sérieusement en question les procès de sorcières qui se terminent trop souvent par une exécution capitale. En 1631 des amis publient anonymement un manuscrit Cautio criminalis qui récuse l’usage de la torture comme moyen d’obtenir des aveux. L'auteur en prouve le peu de fiabilité. De manière indirecte les bases même du système judiciaire contemporain sont attaquées.

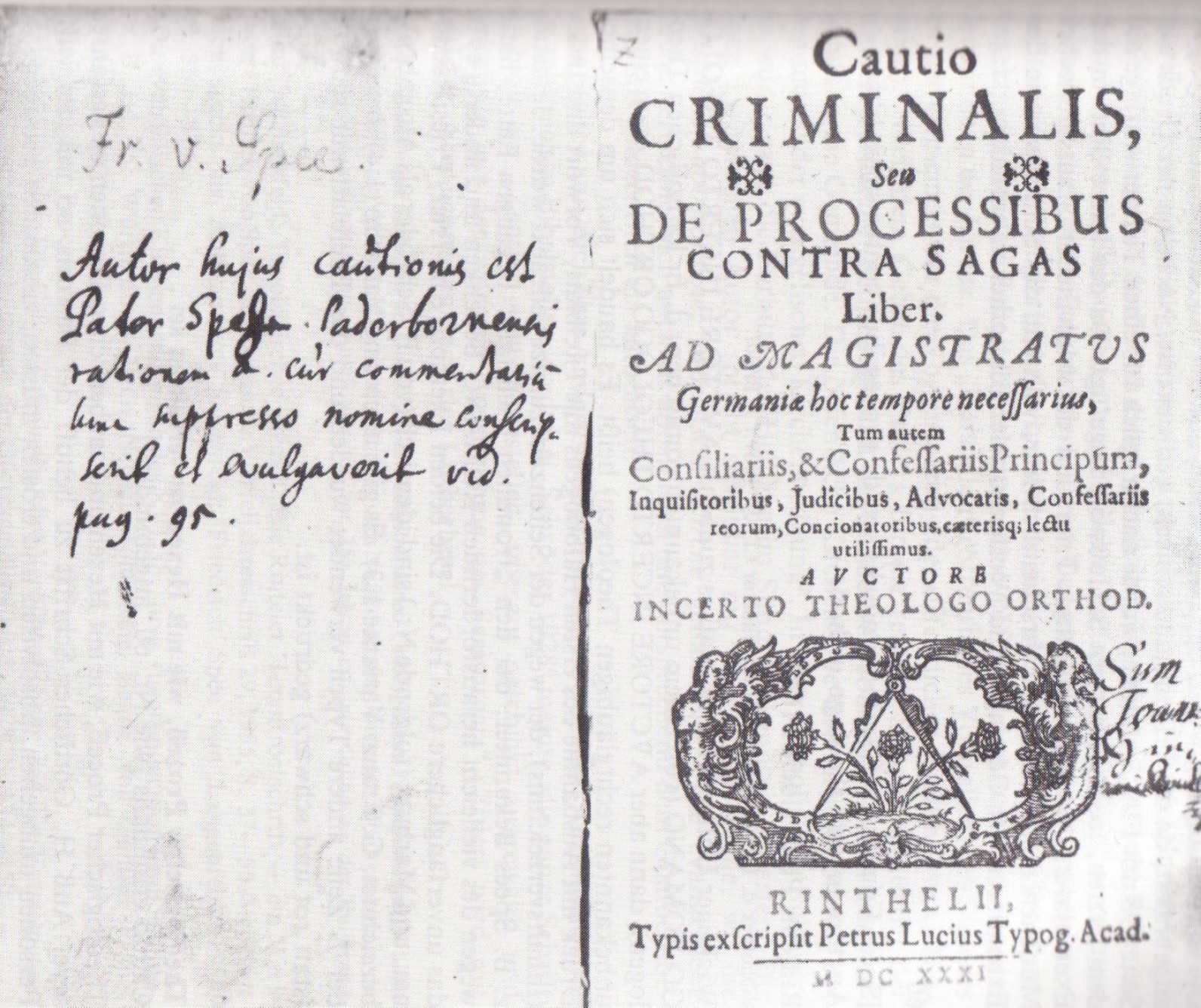
Page de titre : l'auteur est anonyme (incerto theologo orthod.)

Il est vite connu que Spee en est l’auteur. Lorsqu’une seconde édition parait en 1632, des personnalités ecclésiastiques et certains confrères jésuites demandent que Spee soit expulsé de la Compagnie de Jésus pour avoir publié un livre sans la permission de ses supérieurs. La vraie raison est qu’il mettait vigoureusement en question la manière de faire d’autorités ecclésiastiques en vue. Le soutien de son provincial (plus tard Supérieur Général de la Compagnie), Goswin Nickel, lui évite cette mesure draconienne.
Le livre n’entraîne pas de changements immédiats mais il fait évoluer les mentalités des hommes de loi. Les réformes du système judiciaire qui s’ensuivirent sont généralement attribuées à l’influence des idées de Spee. En 1700 le juriste Christian Thomasius reprend les arguments de Spee pour introduire des changements fondamentaux dans la procédure judiciaire, en particulier le rejet de la torture.

## Dernières années à Trèves
Transféré à Trèves en 1632, il y est mieux reçu par ses confrères jésuites qu’il ne l'était à Cologne. En mars 1635 les troupes espagnoles attaquent la ville pour en expulser les français. Les jésuites prennent soin des blessés des deux camps. Spee s’occupe du rapatriement des blessés français. Une épidémie de peste se déclare: elle emporte Spee, resté sur place au service des malades.
Friedrich Spee meurt le 7 août 1635. Il est enterré dans la crypte de l’église des jésuites de Trèves.

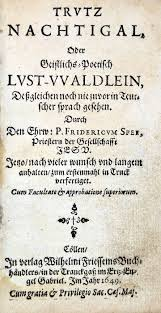
Trutz Nachtigal, oder Geistlichs-Poetisch Lust-Waldlein, Cologne 1649